# 201751 Steinhardt
201751 Steinhardt è un asteroide della fascia principale. Scoperto nel 2003, presenta un'orbita caratterizzata da un semiasse maggiore pari a 2,8048588 UA e da un'eccentricità di 0,0789488, inclinata di 2,76027° rispetto all'eclittica.